# Dolichocybaeus anaiwaensis
Dolichocybaeus anaiwaensis är en spindelart som beskrevs av Komatsu 1968. Dolichocybaeus anaiwaensis ingår i släktet Dolichocybaeus och familjen vattenspindlar. Inga underarter finns listade i Catalogue of Life.